# English Football League Trophy 2023-2024
L'English Football League Trophy 2023-2024, noto anche come Bristol Street Motors Trophy 2023-2024 per motivi di sponsorizzazione, è stata la 43ª edizione della English Football League Trophy, a cui prendono parte le squadre della Football League One, della Football League Two e alcune formazioni Under-21 delle squadre militanti in Premier League. Il Peterborough Utd ha conquistato il trofeo per la seconda volta.

## Squadre partecipanti
- Quarantotto club di EFL One e EFL Two.
- Sedici squadre della Category One Academy, ovvero le formazioni Under-21 aderenti al programma di sviluppo giovanile (EPPP) avviato dalla Premier League.
- I club esclusi verranno automaticamente eliminati dal torneo.
- Le squadre giovanili della Category One Academy retrocesse in EFL One perderanno la possibilità di essere rappresentate nel seguente torneo.

| League One | League Two | U-21 |
| --- | --- | --- |
| - Barnsley - Blackpool - Bolton - Bristol Rovers - Burton Albion - Cambridge Utd - Carlisle Utd - Charlton - Cheltenham Town - Derby County - Exeter City - Fleetwood Town - Leyton Orient - Lincoln City - Northampton Town - Oxford Utd - Peterborough Utd - Port Vale - Portsmouth - Reading - Shrewsbury Town - Stevenage - Wigan - Wycombe | - Accrington Stanley - AFC Wimbledon - Barrow - Bradford City - Colchester Utd - Crawley Town - Crewe Alexandra - Doncaster - Forest Green - Gillingham - Grimsby Town - Harrogate Town - Mansfield Town - MK Dons - Morecambe - Newport County - Notts County - Salford City - Stockport County - Sutton Utd - Swindon Town - Tranmere - Walsall - Wrexham | - Arsenal U-21 - Aston Villa U-21 - Brighton & Hove U-21 - Chelsea U-21 - Crystal Palace U-21 - Everton U-21 - Fulham U-21 - Leicester City U-21 - Liverpool U-21 - Manchester City U-21 - Manchester United U-21 - Newcastle U-21 - Nottingham Forest U-21 - Tottenham U-21 - West Ham U-21 - Wolverhampton U-21 |

## Requisiti di idoneità per i giocatori
Per i club EFL
I giocatori dei club di EFL devono rispettare alcuni requisiti:
- Minimo quattro giocatori esterni qualificati nella formazione titolare. Un giocatore esterno qualificato è un giocatore che soddisfa uno dei seguenti requisiti:
  - Qualsiasi giocatore che ha iniziato la partita precedente o successiva in Prima Squadra.
  - Qualsiasi giocatore che sia tra i primi 10 giocatori del club che ha collezionato il maggior numero di presenze da titolare in campionato e coppe nazionali in questa stagione.
  - Qualsiasi giocatore con quaranta o più presenze da titolare in Prima Squadra nella propria carriera, comprese le partite internazionali.
  - Qualsiasi giocatore in prestito da un club della Premier League o da qualsiasi club dell'EFL Category One Academy.
- Un club può far giocare qualsiasi portiere idoneo alla competizione.
- Qualsiasi giocatore in prestito a lungo termine in una squadra della National League, National League North o National League South può giocare purché la squadra in cui si trova in prestito acconsenta al giocatore di tornare per la partita.

Per le formazioni Under-21
Le formazioni Under-21 che sono state invitate a partecipare devono rispettare alcuni requisiti:
- Minimo sei giocatori della formazione titolare di età inferiore ai 21 anni al 30 giugno 2023.
- Massimo due giocatori sulla distinta della squadra che hanno più di 21 anni e hanno anche collezionato quaranta o più presenze in prima squadra.

## Regolamento
Fase a gironi
- Sedici gironi da quattro squadre, organizzati su base regionale (Nord e Sud).
- Tutti i gruppi includono una formazione Under-21.
- Tutti i club si affrontano una volta, in casa o fuori casa (le formazioni Under-21 giocano tutte le partite del girone fuori casa).
- Ai club vengono assegnati tre punti per la vittoria e un punto per il pareggio.
- In caso di pareggio (al termine dei 90 minuti), si va ai calci di rigore con la squadra vincitrice che guadagna un punto aggiuntivo.
- I club esclusi dall'EFL vengono eliminati automaticamente dal torneo.
- Le prime due squadre di ogni girone si qualificano alla fase a eliminazione diretta.

Fase a eliminazione diretta
- Il Secondo turno, il Terzo turno ed i Quarti di finale della competizione vengono sorteggiati su base regionale (Nord e Sud).
- Nel Secondo turno, le vincitrici dei gironi sono teste di serie.
- Nel Secondo turno, le squadre che hanno giocato nello stesso girone, non si possono incontrare.[2]

## Fase a gironi
Legenda: Pti=punti; G=partite giocate; V=partite vinte; NV=partite vinte ai rigori dopo un pareggio;
NP=partite perse ai rigori dopo un pareggio;
P=partite perse; GF=gol fatti; GS=gol subiti; DR=differenza reti

### Sezione Nord
Gruppo A
| Squadra        | Pti | G | V | NV | NP | P | GF | GS | DR |
| -------------- | --- | - | - | -- | -- | - | -- | -- | -- |
| Blackpool      | 9   | 3 | 3 | 0  | 0  | 0 | 9  | 3  | +6 |
| Liverpool U-21 | 3   | 3 | 1 | 0  | 0  | 2 | 6  | 7  | -1 |
| Morecambe      | 3   | 3 | 1 | 0  | 0  | 2 | 4  | 6  | -2 |
| Barrow         | 3   | 3 | 1 | 0  | 0  | 2 | 3  | 6  | -3 |

Gruppo B
| Squadra         | Pti | G | V | NV | NP | P | GF | GS | DR |
| --------------- | --- | - | - | -- | -- | - | -- | -- | -- |
| Wrexham         | 9   | 3 | 3 | 0  | 0  | 0 | 6  | 1  | +5 |
| Port Vale       | 5   | 3 | 1 | 1  | 0  | 1 | 3  | 3  | 0  |
| Crewe Alexandra | 3   | 3 | 1 | 0  | 0  | 2 | 2  | 5  | -3 |
| Newcastle U-21  | 1   | 3 | 0 | 0  | 1  | 2 | 2  | 4  | -2 |

Gruppo C
| Squadra                | Pti | G | V | NV | NP | P | GF | GS | DR |
| ---------------------- | --- | - | - | -- | -- | - | -- | -- | -- |
| Accrington Stanley     | 6   | 3 | 2 | 0  | 0  | 1 | 7  | 5  | +2 |
| Nottingham Forest U-21 | 6   | 3 | 2 | 0  | 0  | 1 | 5  | 3  | +2 |
| Carlisle Utd           | 3   | 3 | 1 | 0  | 0  | 2 | 2  | 3  | -1 |
| Harrogate Town         | 3   | 3 | 1 | 0  | 0  | 2 | 5  | 8  | -3 |

Gruppo D
| Squadra             | Pti | G | V | NV | NP | P | GF | GS | DR |
| ------------------- | --- | - | - | -- | -- | - | -- | -- | -- |
| Wigan               | 7   | 3 | 1 | 2  | 0  | 0 | 10 | 4  | +6 |
| Fleetwood Town      | 7   | 3 | 2 | 0  | 1  | 0 | 9  | 3  | +6 |
| Leicester City U-21 | 3   | 3 | 1 | 0  | 0  | 2 | 2  | 11 | -9 |
| Tranmere            | 1   | 3 | 0 | 0  | 1  | 2 | 0  | 3  | -3 |

Gruppo E
| Squadra                | Pti | G | V | NV | NP | P | GF | GS | DR  |
| ---------------------- | --- | - | - | -- | -- | - | -- | -- | --- |
| Bolton                 | 9   | 3 | 3 | 0  | 0  | 0 | 13 | 1  | +12 |
| Stockport County       | 4   | 3 | 1 | 0  | 1  | 1 | 4  | 4  | 0   |
| Salford City           | 3   | 3 | 1 | 0  | 0  | 2 | 5  | 9  | -4  |
| Manchester United U-21 | 2   | 3 | 0 | 1  | 0  | 2 | 5  | 13 | -8  |

Gruppo F
| Squadra              | Pti | G | V | NV | NP | P | GF | GS | DR |
| -------------------- | --- | - | - | -- | -- | - | -- | -- | -- |
| Bradford City        | 9   | 3 | 3 | 0  | 0  | 0 | 10 | 2  | +8 |
| Barnsley             | 6   | 3 | 2 | 0  | 0  | 1 | 6  | 6  | 0  |
| Manchester City U-21 | 2   | 3 | 0 | 1  | 0  | 2 | 3  | 8  | -5 |
| Grimsby Town         | 1   | 3 | 0 | 0  | 1  | 2 | 3  | 6  | -3 |

Gruppo G
| Squadra            | Pti | G | V | NV | NP | P | GF | GS | DR |
| ------------------ | --- | - | - | -- | -- | - | -- | -- | -- |
| Derby County       | 9   | 3 | 3 | 0  | 0  | 0 | 8  | 2  | +6 |
| Lincoln City       | 6   | 3 | 2 | 0  | 0  | 1 | 4  | 2  | +2 |
| Wolverhampton U-21 | 3   | 3 | 1 | 0  | 0  | 2 | 3  | 7  | -4 |
| Notts County       | 0   | 3 | 0 | 0  | 0  | 3 | 2  | 6  | -4 |

Gruppo H
| Squadra        | Pti | G | V | NV | NP | P | GF | GS | DR |
| -------------- | --- | - | - | -- | -- | - | -- | -- | -- |
| Doncaster      | 6   | 3 | 2 | 0  | 0  | 1 | 6  | 4  | +2 |
| Burton Albion  | 6   | 3 | 2 | 0  | 0  | 1 | 5  | 3  | +2 |
| Mansfield Town | 3   | 3 | 1 | 0  | 0  | 2 | 4  | 5  | -1 |
| Everton U-21   | 3   | 3 | 1 | 0  | 0  | 2 | 1  | 4  | -3 |

### Sezione Sud
Gruppo A
| Squadra              | Pti | G | V | NV | NP | P | GF | GS | DR |
| -------------------- | --- | - | - | -- | -- | - | -- | -- | -- |
| Forest Green         | 6   | 3 | 1 | 1  | 1  | 0 | 4  | 1  | +3 |
| Brighton & Hove U-21 | 6   | 3 | 1 | 1  | 1  | 0 | 3  | 2  | +1 |
| Shrewsbury Town      | 5   | 3 | 1 | 1  | 0  | 1 | 3  | 5  | -2 |
| Walsall              | 1   | 3 | 0 | 0  | 1  | 2 | 5  | 7  | -2 |

Gruppo B
| Squadra          | Pti | G | V | NV | NP | P | GF | GS | DR |
| ---------------- | --- | - | - | -- | -- | - | -- | -- | -- |
| Crawley Town     | 7   | 3 | 2 | 0  | 1  | 0 | 7  | 5  | +2 |
| Charlton         | 6   | 3 | 2 | 0  | 0  | 1 | 10 | 6  | +4 |
| Sutton Utd       | 3   | 3 | 0 | 1  | 1  | 1 | 2  | 5  | -3 |
| Aston Villa U-21 | 2   | 3 | 0 | 1  | 0  | 2 | 6  | 9  | -3 |

Gruppo C
| Squadra             | Pti | G | V | NV | NP | P | GF | GS | DR |
| ------------------- | --- | - | - | -- | -- | - | -- | -- | -- |
| Wycombe             | 9   | 3 | 3 | 0  | 0  | 0 | 3  | 0  | +3 |
| AFC Wimbledon       | 5   | 3 | 1 | 1  | 0  | 1 | 3  | 2  | +1 |
| Stevenage           | 4   | 3 | 1 | 0  | 1  | 1 | 6  | 4  | +2 |
| Crystal Palace U-21 | 0   | 3 | 0 | 0  | 0  | 3 | 2  | 8  | -6 |

Gruppo D
| Squadra          | Pti | G | V | NV | NP | P | GF | GS | DR |
| ---------------- | --- | - | - | -- | -- | - | -- | -- | -- |
| Peterborough Utd | 6   | 3 | 2 | 0  | 0  | 1 | 5  | 1  | +4 |
| Colchester Utd   | 6   | 3 | 2 | 0  | 0  | 1 | 3  | 6  | -3 |
| Tottenham U-21   | 3   | 3 | 1 | 0  | 0  | 2 | 7  | 7  | 0  |
| Cambridge Utd    | 3   | 3 | 1 | 0  | 0  | 2 | 5  | 5  | 0  |

Gruppo E
| Squadra       | Pti | G | V | NV | NP | P | GF | GS | DR |
| ------------- | --- | - | - | -- | -- | - | -- | -- | -- |
| Portsmouth    | 8   | 3 | 2 | 1  | 0  | 0 | 10 | 5  | +5 |
| Fulham U-21   | 5   | 3 | 1 | 0  | 2  | 0 | 6  | 5  | +1 |
| Gillingham    | 3   | 3 | 1 | 0  | 0  | 2 | 3  | 7  | -4 |
| Leyton Orient | 2   | 3 | 0 | 1  | 0  | 2 | 4  | 6  | -2 |

Gruppo F
| Squadra          | Pti | G | V | NV | NP | P | GF | GS | DR |
| ---------------- | --- | - | - | -- | -- | - | -- | -- | -- |
| MK Dons          | 9   | 3 | 3 | 0  | 0  | 0 | 8  | 3  | +5 |
| Oxford Utd       | 6   | 3 | 2 | 0  | 0  | 1 | 8  | 2  | +6 |
| Chelsea U-21     | 2   | 3 | 0 | 1  | 0  | 2 | 3  | 11 | -8 |
| Northampton Town | 1   | 3 | 0 | 0  | 1  | 2 | 5  | 8  | -3 |

Gruppo G
| Squadra      | Pti | G | V | NV | NP | P | GF | GS | DR  |
| ------------ | --- | - | - | -- | -- | - | -- | -- | --- |
| Reading      | 9   | 3 | 3 | 0  | 0  | 0 | 19 | 2  | +17 |
| Arsenal U-21 | 5   | 3 | 1 | 1  | 0  | 1 | 9  | 7  | +2  |
| Exeter City  | 3   | 3 | 1 | 0  | 0  | 2 | 1  | 14 | -13 |
| Swindon Town | 1   | 3 | 0 | 0  | 1  | 2 | 2  | 8  | -6  |

Gruppo H
| Squadra         | Pti | G | V | NV | NP | P | GF | GS | DR |
| --------------- | --- | - | - | -- | -- | - | -- | -- | -- |
| West Ham U-21   | 9   | 3 | 3 | 0  | 0  | 0 | 8  | 1  | +7 |
| Bristol Rovers  | 6   | 3 | 2 | 0  | 0  | 1 | 6  | 4  | +2 |
| Newport County  | 3   | 3 | 1 | 0  | 0  | 2 | 2  | 2  | 0  |
| Cheltenham Town | 0   | 3 | 0 | 0  | 0  | 3 | 1  | 10 | -9 |

## Fase a eliminazione diretta

### Secondo turno

#### Sezione nord
| Squadra 1          | Risultato | Squadra 2              |
| ------------------ | --------- | ---------------------- |
| 5 dicembre 2023    |           |                        |
| Blackpool          | 2 - 1     | Barnsley               |
| Derby County       | 3 - 0     | Fleetwood Town         |
| Doncaster          | 3 - 0     | Nottingham Forest U-21 |
| Bradford City      | 4 - 0     | Liverpool U-21         |
| Wrexham            | 2 - 3     | Burton Albion          |
| Bolton             | 2 - 0     | Port Vale              |
| 6 dicembre 2023    |           |                        |
| Wigan              | 2 - 0     | Stockport County       |
| 12 dicembre 2023   |           |                        |
| Accrington Stanley | 1 - 0     | Exeter City            |

#### Sezione sud
| Squadra 1        | Risultato       | Squadra 2            |
| ---------------- | --------------- | -------------------- |
| 5 dicembre 2023  |                 |                      |
| Forest Green     | 0 - 1           | Oxford Utd           |
| MK Dons          | 0 - 4           | Brighton & Hove U-21 |
| Wycombe          | 3 - 2           | Fulham U-21          |
| Colchester Utd   | 0 - 4           | West Ham U-21        |
| Peterborough Utd | 3 - 0           | Arsenal U-21         |
| Crawley Town     | 2 - 1           | Bristol Rovers       |
| 6 dicembre 2023  |                 |                      |
| Reading          | 1 - 1 (4-2 dtr) | Charlton             |
| 19 dicembre 2023 |                 |                      |
| Portsmouth       | 2 - 5           | AFC Wimbledon        |

### Terzo turno

#### Sezione nord
| Squadra 1          | Risultato       | Squadra 2     |
| ------------------ | --------------- | ------------- |
| 9 gennaio 2024     |                 |               |
| Derby County       | 0 - 1           | Bradford City |
| 10 gennaio 2024    |                 |               |
| Blackpool          | 2 - 1           | Burton Albion |
| Accrington Stanley | 1 - 3           | Bolton        |
| 16 gennaio 2024    |                 |               |
| Doncaster          | 1 - 1 (4-2 dtr) | Wigan         |

#### Sezione sud
| Squadra 1            | Risultato       | Squadra 2     |
| -------------------- | --------------- | ------------- |
| 9 gennaio 2024       |                 |               |
| Brighton & Hove U-21 | 0 - 0 (3-2 dtr) | Reading       |
| Wycombe              | 2 - 1           | West Ham U-21 |
| AFC Wimbledon        | 2 - 0           | Oxford Utd    |
| 23 gennaio 2024      |                 |               |
| Peterborough Utd     | 2 - 1           | Crawley Town  |

### Quarti di finale
Il sorteggio per i quarti di finale si è tenuto il 12 gennaio 2024. Le partite sono in programma per la settimana che inizia il 29 gennaio 2024. Contrariamente alle scorse edizioni, la separazione geografica tra nord e sud è stata mantenuta anche per i quarti di finale. 

#### Sezione nord
| Squadra 1       | Risultato       | Squadra 2 |
| --------------- | --------------- | --------- |
| 30 gennaio 2024 |                 |           |
| Bradford City   | 1 - 0           | Doncaster |
| Blackpool       | 0 - 0 (5-4 dtr) | Bolton    |

#### Sezione sud
| Squadra 1        | Risultato | Squadra 2            |
| ---------------- | --------- | -------------------- |
| 30 gennaio 2024  |           |                      |
| Peterborough Utd | 3 - 1     | AFC Wimbledon        |
| 31 gennaio 2024  |           |                      |
| Wycombe          | 4 - 1     | Brighton & Hove U-21 |

### Semifinali
Il sorteggio per le semifinali si è tenuto il 2 febbraio 2024.
| Squadra 1        | Risultato | Squadra 2        |
| ---------------- | --------- | ---------------- |
| 20 febbraio 2024 |           |                  |
| Blackpool        | 0 - 3     | Peterborough Utd |
| 21 febbraio 2024 |           |                  |
| Bradford City    | 0 - 1     | Wycombe          |

### Finale
| Arbitro: | Scott Oldham |

|                    |           |            |
| Burrows 85’, 90+1’ | Marcatori | 89’ Taylor |